# Cathayornis
Cathayornis es un género de avialano perteneciente al clado Enantiornithes que habitó en el Cretácico inferior en lo que hoy es la Formación Jiufotang de Liaoning, China. Se conoce con certeza solo a partir de una especie, Cathayornis yandica, uno de los primeros enantiorniteos encontrados en China. Varias especies adicionales fueron clasificadas incorrectamente como Cathayornis y, desde entonces, han sido reclasificadas o consideradas nomina dubia.